# Spottdrosseln
Die Spottdrosseln (Mimidae) sind eine Singvogelfamilie in der Ordnung der Sperlingsvögel (Passeriformes). In zwei große und zehn kleine oder monotypische Gattungen gehören 34 Arten (Stand: 2020). Es handelt sich um eine Gruppe von mittelgroßen, meist rund 30 cm langen Singvögeln. Das Gefieder ist bei der Mehrzahl der Arten unauffällig grau bis braun. Eine Ausnahme machen die Blauspottdrosseln, deren Gefieder oberseits blau gefärbt ist. Ihren Namen verdanken die – im Übrigen gut singenden – Vögel ihrem charakterisierenden Spotten, also der Imitation oder Übernahme artfremder Laute oder Gesangsmotive. 
Die Spottdrosseln nehmen in der Neuen Welt die ökologische Rolle der Stare ein. Diese sind auch ihre nächsten Verwandten unter den Singvögeln. In Gestalt und Verhalten sind sie sich sehr ähnlich, wobei die Spottdrosseln weniger gesellig sind. Mit den Drosseln (Turdidae) sind sie hingegen nicht näher verwandt.

## Spottdrosseln und die Entwicklung der Evolutionstheorie
Die Spottdrosseln sind auf den amerikanischen Kontinent beschränkt. Ihr Verbreitungsgebiet erstreckt sich von Feuerland im Süden bis Kanada im Norden. Vier Arten der Spottdrosseln, nämlich Hood-Spottdrossel, San-Cristobal-Spottdrossel, Galapagos-Spottdrossel und Charles-Spottdrossel, kommen auf den Galapagosinseln vor. Nach Ansicht einiger Autoren sind diese auf den Galapagos-Inseln vorkommenden Spottdrosselarten für Darwins Beiträge zur Evolutionstheorie bedeutender als die sogenannten Darwinfinken. Bei letzteren war es vor allem John Gould, der die Bedeutung der von Darwin gesammelten Finkenexemplare erkannte. Während des Aufenthalts auf den Galapagosinseln erregten dagegen die Spottdrosseln die Aufmerksamkeit Darwins, weil sie einerseits denen ähnelten, die er vom südamerikanischen Festland kannte, gleichzeitig jedoch auffällige Abweichungen aufwiesen. Er fand dies so auffällig, dass er anders als bei den Darwinfinken für jedes auf den Inseln gesammelte Exemplar den Fundort exakt festhielt.
Die auf den Galapagosinseln vorkommenden Spottdrosseln unterscheiden sich in vielerlei Hinsicht auffällig von ihren nordamerikanischen Verwandten. Sie fressen häufig Aas, darunter vor allem junge Schildkröten, Eidechsen, Seevögel und ihre Eier, und fressen auch an den Kadavern von Seelöwen. In Seevögelkolonien erbeuten sie gelegentlich auch noch lebende Nestlinge der verschiedenen, auf den Galapagosinseln brütenden Seevögel. Sie sammeln auch vom Rücken der Meerechsen Zecken ab und trinken sogar das Blut verwundeter Tölpel, Seelöwen und Meerechsen. Auch die Brutbiologie weicht deutlich von den Festlandarten ab. Auf Galapagos leben die Spottdrosseln in dauerhaft erweiterten Gruppen, die ein gemeinsames Revier verteidigen. Bei drei der vier Arten wird das dominante Paar von den anderen Gruppenmitgliedern in den Brutbemühungen unterstützt. Bei diesen sogenannten Bruthelfern handelt es sich überwiegend, jedoch keineswegs ausschließlich um Nachkommen früherer Bruten.
Alle vier Galapagosarten kommen jeweils auf kleinen bis mittelgroßen Inseln vor. Unter ihnen ist die Charles-Spottdrossel, die gelegentlich auch Floreana-Spottdrossel genannt wird, in besonderem Maße gefährdet. Diese Art war auf Floreana noch häufig, als sie Charles Darwin dort 1835 entdeckte, bis 1888 war sie auf der Insel jedoch bereits vollständig verschwunden. Die Gründe dieses Verschwindens sind nicht genau bekannt, vermutlich spielen jedoch die auf dieser Insel eingeführten Hausratten eine wesentliche Rolle. Die Charles-Spottdrossel überlebte nur, weil sie auch auf zwei Nebeninseln von Floreana vorkommt. Sie zählt zu den am stärksten bedrohten Vögeln weltweit, im Jahr 2008 gab es weltweit weniger als fünfzig Exemplare.

## Äußere Systematik
Während die Spottdrosseln traditionell eine eigene Familie bilden, werden sie in der Sibley-Ahlquist-Taxonomie als Mimini in eine von zwei Tribus zu den Staren (Sturnidae) gestellt.

## Innere Systematik
- Allenia

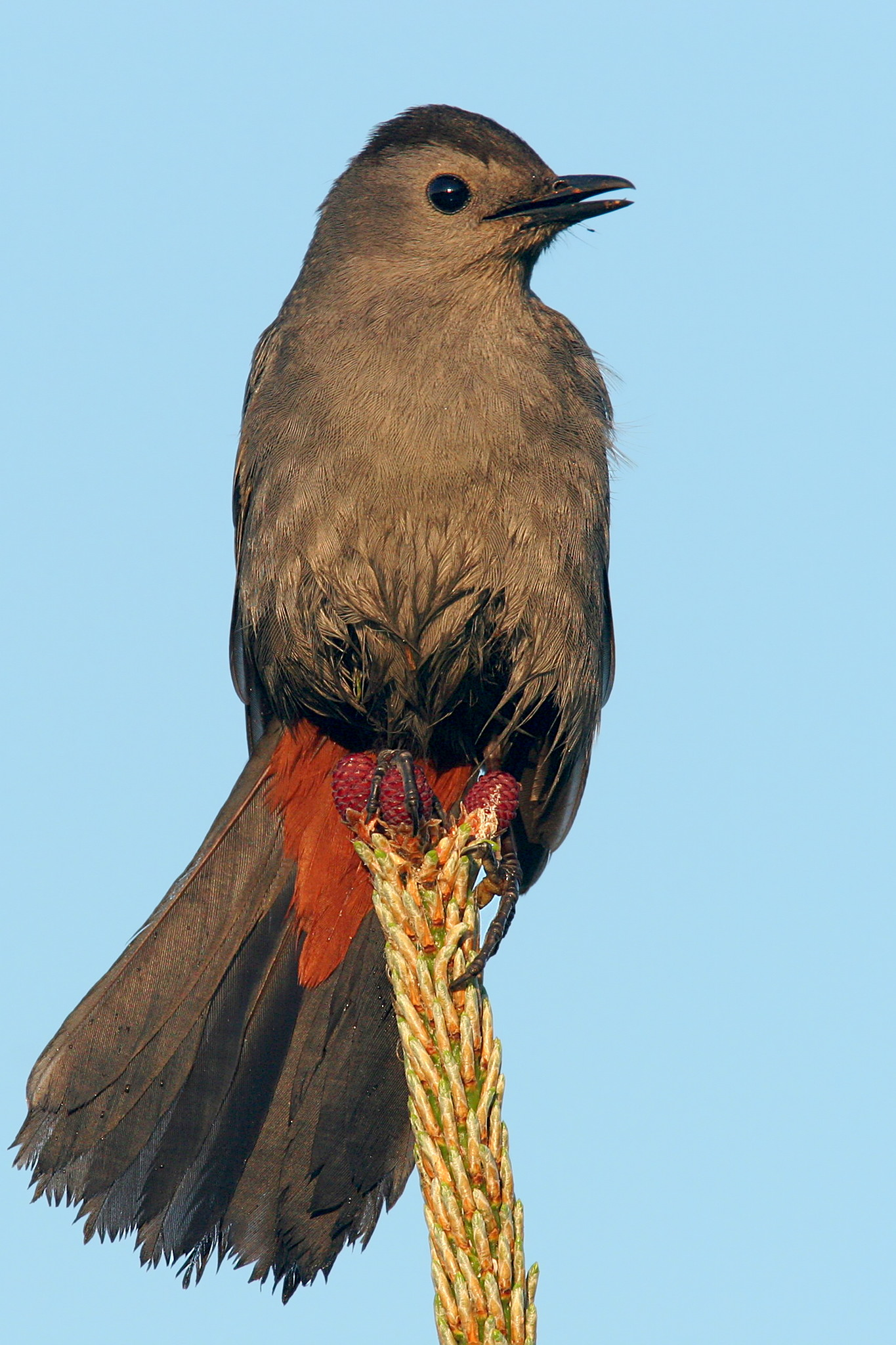
Katzendrossel (Dumetella carolinensis)

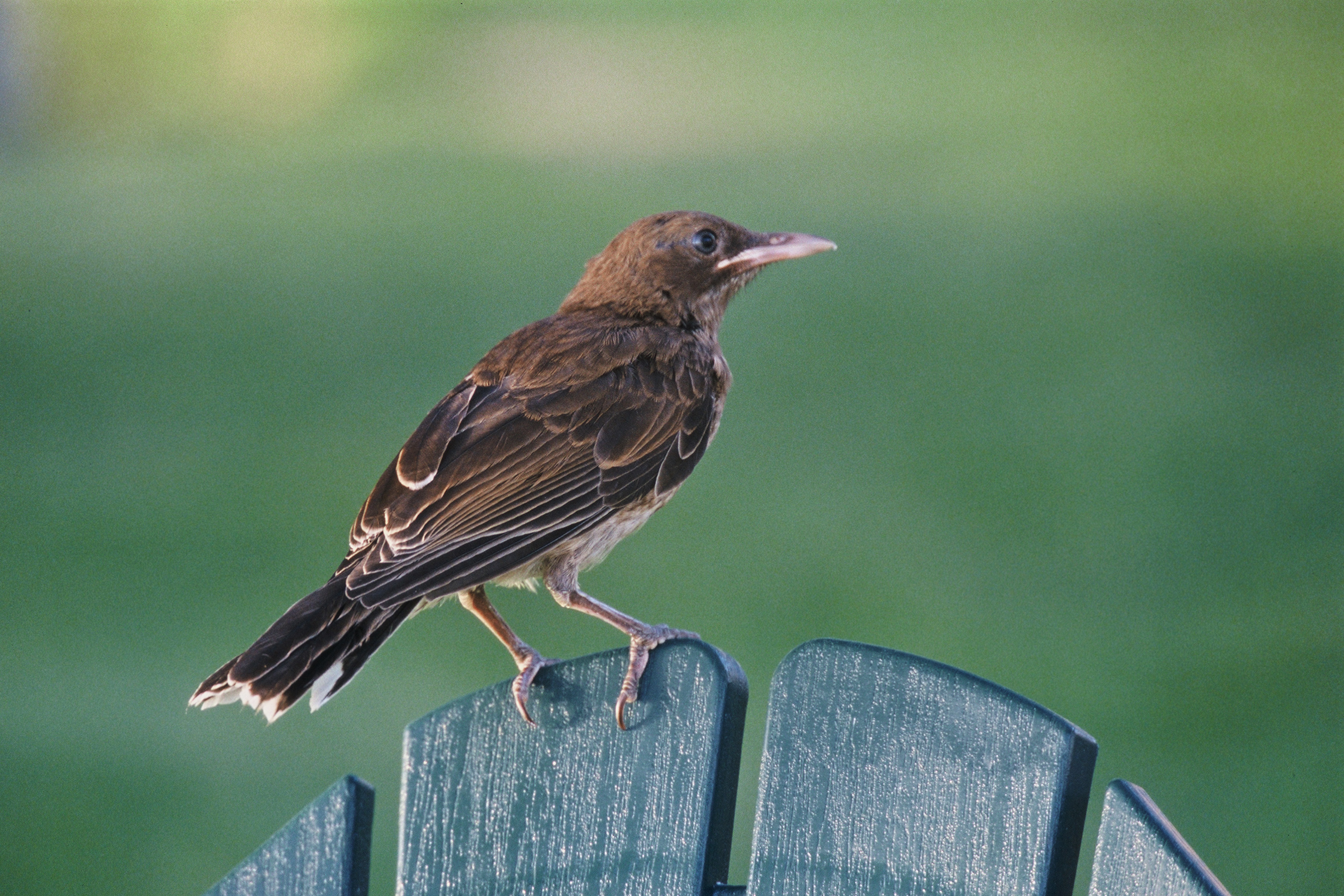
Perlaugen-Spottdrossel (Margarops fuscatus)

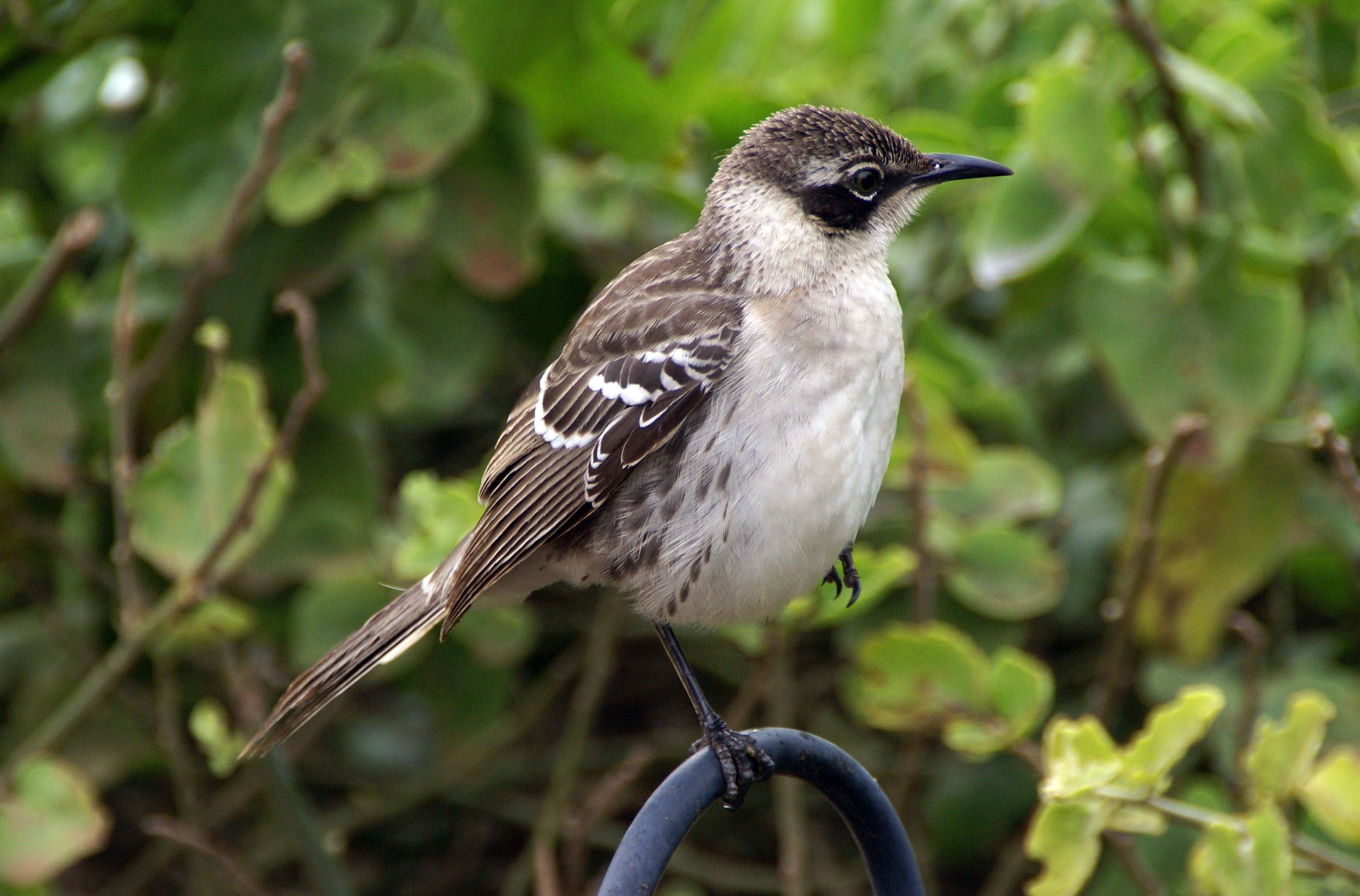
Galapagosspottdrossel (Mimus parvulus)

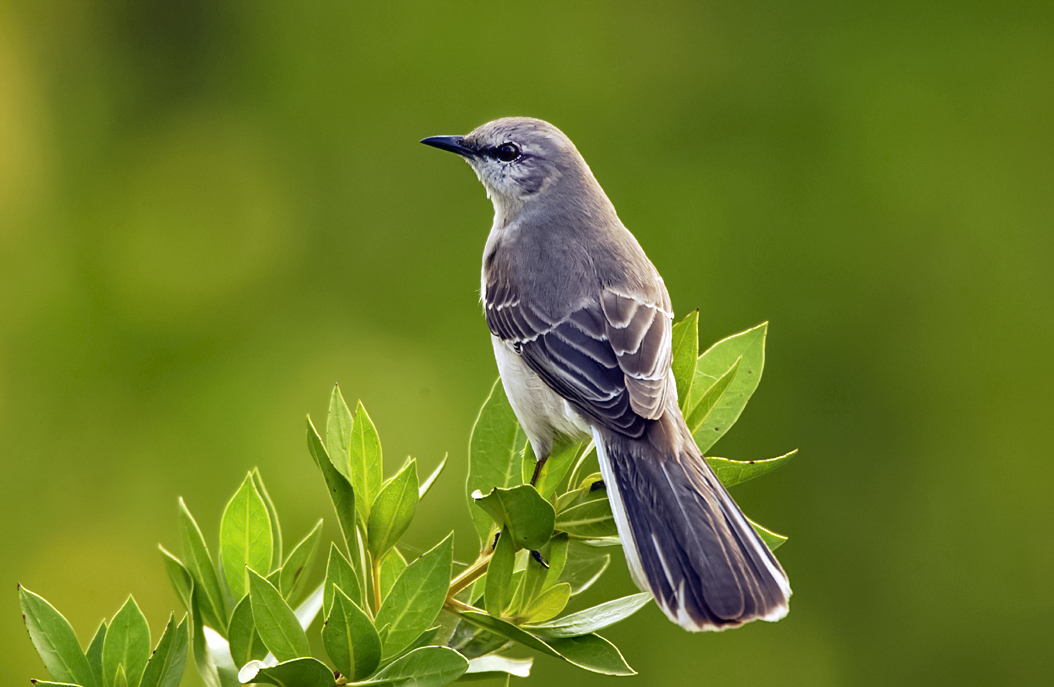
Gartenspottdrossel (Mimus polyglottos)

  - Schuppenspottdrossel (Allenia fusca)
- Zitterdrosseln (Cinclocerthia)
  - Grauzitterdrossel (Cinclocerthia gutturalis)
  - Braunzitterdrossel (Cinclocerthia ruficauda)

- Dumetella

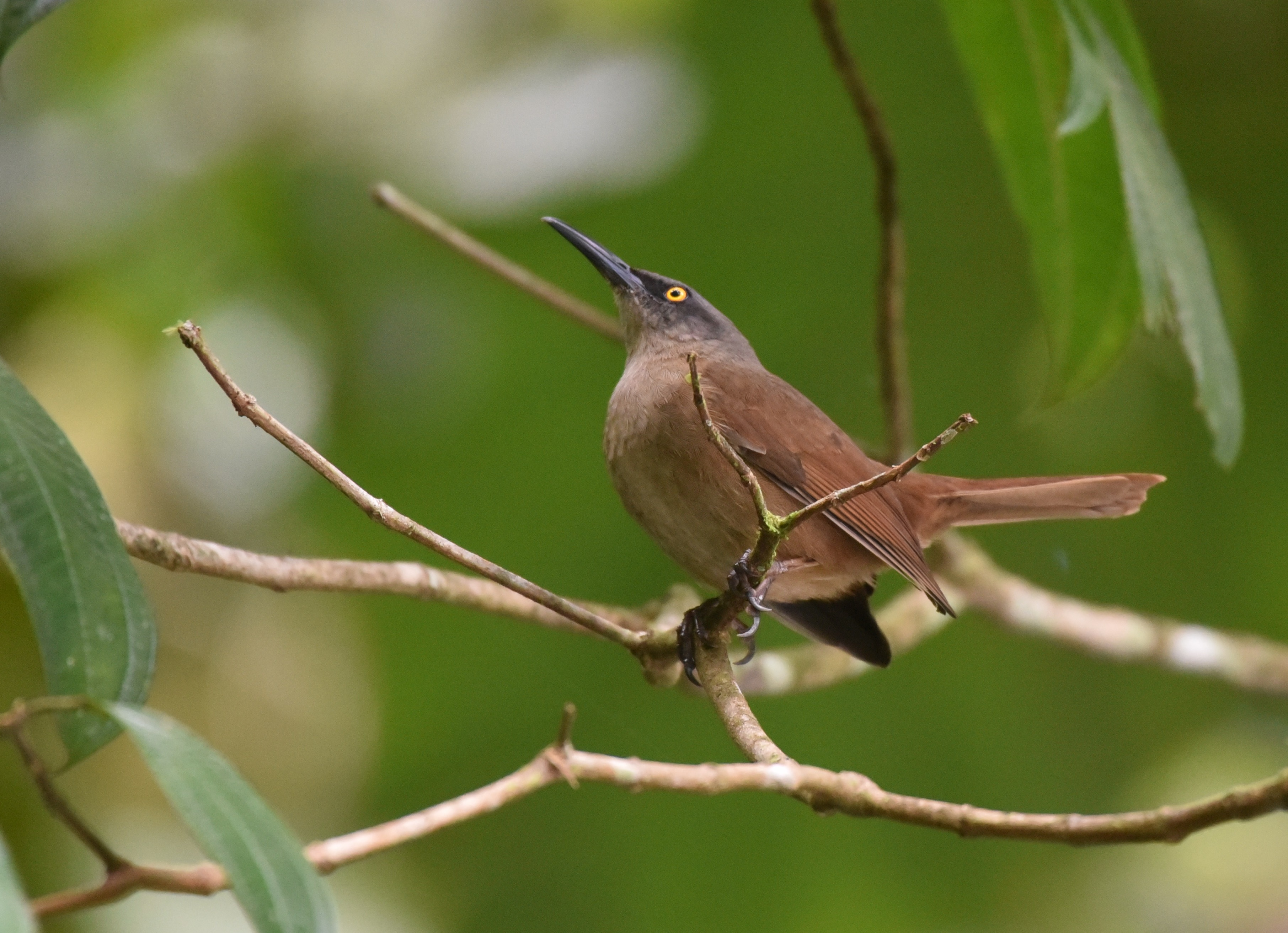
Zitterdrossel der Unterart Cinclocerthia ruficauda tremula im Parc national de la Guadeloupe

  - Katzendrossel (Dumetella carolinensis)
- Margarops
  - Perlaugen-Spottdrossel (Margarops fuscatus)
- Melanoptila
  - Glanzkatzenvogel (Melanoptila glabrirostris)
- Blauspottdrosseln (Melanotis)
  - Blauspottdrossel (Melanotis caerulescens)
  - Lasurspottdrossel (Melanotis hypoleucus)
- Spottdrosseln (Mimus) (beinhaltet die Galapagos-Spottdrosseln, die früher der Gattung Nesomimus zugeordnet wurden, sowie die Socorrospottdrossel aus der monotypischen Gattung Mimodes)
  - Gartenspottdrossel (Mimus polyglottos)
  - Tropenspottdrossel (Mimus gilvus)
  - Gundlachspottdrossel (Mimus gundlachii)
  - Chilespottdrossel (Mimus thenca)
  - Langschwanz-Spottdrossel (Mimus longicaudatus)
  - Camposspottdrossel (Mimus saturninus)
  - Patagonienspottdrossel (Mimus patagonicus)
  - Weißbinden-Spottdrossel (Mimus triurus)
  - Braunrücken-Spottdrossel (Mimus dorsalis)
  - Galápagosspottdrossel (Mimus parvulus)
  - Floreanaspottdrossel (Mimus trifasciatus)
  - Españolaspottdrossel (Mimus macdonaldi)
  - San-Cristóbal-Spottdrossel (Mimus melanotis)
  - Socorrospottdrossel (Mimus graysoni)
- Oreoscoptes 
  - Beifuß-Spottdrossel (Oreoscoptes montanus)
- Ramphocinclus
  - Weißbrust-Spottdrossel (Ramphocinclus brachyurus)
- Sichelspötter (Toxostoma)
  - Kaktusspottdrossel (Toxostoma bendirei)
  - Grauspottdrossel (Toxostoma cinereum)
  - Rotbauch-Spottdrossel (Toxostoma crissale)
  - Krummschnabel-Spottdrossel (Toxostoma curvirostre)
  - Rotspottdrossel (Toxostoma rufum)
  - Cozumelspottdrossel (Toxostoma guttatum)
  - Wüstenspottdrossel (Toxostoma lecontei)
  - Langschnabel-Spottdrossel (Toxostoma longirostre)
  - Tropfenspottdrossel (Toxostoma ocellatum)
  - Kalifornienspottdrossel (Toxostoma redivivum)

## Einzelbelege
1. ↑  Couzens, S. 42
2. ↑  Couzens, S. 42–43
3. ↑  Couzens, S. 43
4. ↑  Couzens, S. 44
5. ↑  Couzens, S. 45